# Ariane Next
Ariane Next est le nom de code d'une future fusée de l'Agence spatiale européenne développée par ArianeGroup. Ce lanceur partiellement réutilisable devrait succéder à Ariane 6 à compter de la décennie 2030. L'objectif du nouveau lanceur est de diviser les coûts de lancement par deux par rapport à Ariane 6. L'architecture privilégiée est celle de la fusée Falcon 9 — premier étage réutilisable atterrissant verticalement, moteur commun aux deux étages — tout en utilisant un moteur brûlant un mélange de méthane et d'oxygène liquide. Les premiers démonstrateurs technologiques sont en cours de développement[Quand ?].

## Contexte
Le lanceur Ariane 6 de l'Agence spatiale européenne remplace la fusée Ariane 5 à partir de 2024, avec un premier vol réussi le 9 juillet. Les études sur la prochaine génération de lanceur commencent à être réalisées avant même le premier vol d'Ariane 6. L'objectif prioritaire de cette nouvelle fusée est de diviser le coût de lancement par deux par rapport à Ariane 6 avec des modalités simplifiées et plus souples.

## Architecture
L'architecture proposée pour Ariane Next reprend la formule mise au point par SpaceX avec son lanceur Falcon 9 : un premier étage réutilisable qui, après s'être séparé du deuxième étage, revient se poser sur Terre à la verticale. Cet étage utilise plusieurs moteurs-fusées à ergols liquides : le prototype de ceux-ci est le démonstrateur Prometheus, en cours de développement, qui brûle un mélange de méthane et d'oxygène liquide. Le méthane liquide est moins énergétique que l'hydrogène liquide utilisé par le moteur Vulcain d'Ariane 6, mais il peut être stocké à des températures plus élevées (−161 °C contre −253 °C pour l’hydrogène), ce qui permet d'alléger et de simplifier le réservoir et les circuits d'alimentation et d'éviter la fragilisation par l'hydrogène ; sa densité est bien plus élevée que celle de l'hydrogène (420 kg/m3 contre 70 kg/m3), ce qui permet de diminuer la taille du réservoir et de ne nécessiter qu'une seule turbopompe au lieu de deux (commune à celle de l'oxygène liquide). En parallèle, dans l'optique de réaliser un lanceur réutilisable, il faudra emporter plus de carburant pour freiner, se stabiliser et se diriger en vue de l'atterrissage (environ 30 % d'ergols supplémentaires). Le lanceur utiliserait sept ou neuf moteurs de ce type pour le premier étage et un moteur unique pour le second étage. L'objectif est de diviser par deux les coûts de lancement comparé à Ariane 6.

## Étapes préliminaires
Pour pouvoir réaliser le nouveau lanceur, plusieurs démonstrateurs technologiques de complexité croissante sont développés :
- FROG est un petit démonstrateur permettant de tester l'atterrissage à la verticale d'un étage de fusée[3]. Celui-ci a effectué plusieurs vols en 2019[4].
- Callisto, en cours de développement, a pour objectif de mettre au point les techniques nécessaires à la réalisation d'un lanceur réutilisable (retour au sol, remise en condition) et d'estimer le coût opérationnel d'un tel lanceur. Un premier vol d'essai est prévu courant 2025-2026.
- Themis vient ensuite. Ce premier étage réutilisable doté de un à trois moteurs-fusées Prometheus devrait voler entre 2025 et 2026. Après avoir effectué des petits vols verticaux de courte durée à Esrange, près de Kiruna en Suède, il doit effectuer à compter de 2026 des vols suborbitaux au Centre spatial guyanais à Kourou, en Guyane.

## Configurations
Différentes configurations du lanceur sont en cours d'évaluation. Trois versions sont envisagées pour s'adapter aux différentes missions :
- une version à deux étages ;
- une version comportant deux petits propulseurs d'appoint à ergols liquides ;
- une version avec trois étages liés ensemble similaire à la Falcon Heavy.

## Technique de retour sur Terre
Différents systèmes sont envisagés pour contrôler la rentrée dans l'atmosphère du premier étage réutilisable :
- des panneaux cellulaires, comme sur le premier étage de la Falcon 9 ;
- des ailerons de stabilisation ;
- l'aérofreinage.

## Système d'atterrissage
Différents systèmes sont envisagés pour la phase de l'atterrissage allant de systèmes au sol (en anglais : all ground systems) à des systèmes entièrement concentrés sur le lanceur (en anglais : all on-board systems). À l'heure actuelle, le développement se concentre sur un système de jambes embarqué similaire à celui de Falcon 9.